# Heliophanus dilutus
Heliophanus dilutus är en spindelart som beskrevs av Denis 1936 [1937. Heliophanus dilutus ingår i släktet Heliophanus och familjen hoppspindlar. Inga underarter finns listade i Catalogue of Life.